# Neal Creighton
Neal Creighton Sr. (* 11. Juli 1930 in Fort Sill, Oklahoma; † 15. September 2020 in Prairie Village, Johnson County, Kansas) war ein Generalmajor der United States Army. Er war unter anderem Kommandeur der 1. Infanteriedivision.
Neal Creighton war der Sohn des gleichnamigen Neal Creighton (1894–1965) und dessen Frau Charlotte Gilliam (1898–1951). Der Vater war Oberst im Fliegercorps der Armee, der Vorgängerorganisation der United States Air Force. Der jüngere Creighton wuchs in Chapel Hill in North Carolina auf, wo er auch die High School absolvierte. Anschließend besuchte er die Sullivan’s Preparatory School in Washington, D.C. Von 1949 bis 1953 durchlief er die United States Military Academy in West Point. Nach seiner Graduierung wurde er als Leutnant in die Armee aufgenommen. Dort durchlief er anschließend alle Offiziersränge bis zum Zweisterne-General.
In der Folge setzte er seine Ausbildung mit einem Studium an der Universität Complutense und einer Ausbildung am Middlebury College in Vermont fort. In den Jahren von 1960 bis 1963 gehörte er dem Lehrkörper der Militärakademie in West Point an. Dort unterrichtete er das Fach Spanisch. Später war Creighton für einige Zeit auch am Panamakanal stationiert. Ende der 1960er Jahre war er im Vietnamkrieg eingesetzt, wo er eine Schwadron des 11. Gepanzerten Kavallerieregiments kommandierte. Während seiner langen militärischen Laufbahn kommandierte Neal Creighton Einheiten auf fast allen militärischen Ebenen bis zum Divisionskommandeur. Zudem wurde er mehrfach als Stabsoffizier verwendet. Zwischen Dezember 1982 und Juni 1984 erreichte er mit dem Kommando über die 1. Infanteriedivision den Höhepunkt seiner militärischen Laufbahn. Anschließend schied er aus dem aktiven Militärdienst aus.
Von 1986 bis 1999 war Creighton Präsident und Geschäftsführer der Robert R. McCormick Tribune Foundation in Chicago. Anschließend war er für einige Zeit Präsident des Westminster Colleges in Fulton in Missouri. Von Oktober 2001 bis September 2002 war er Geschäftsführer des Liberty Memorial Projects in Kansas City in Missouri. Unter dem Titel A Different Path, The Story Of An Army Family veröffentlichte er später seine Memoiren.
Neil Creighton Sr. war ab 1958 mit Joan Hicks verheiratet. Er starb am 15. September 2020 und wurde auf dem Friedhof der Militärakademie in West Point beigesetzt.

## Orden und Auszeichnungen
Neil Creighton erhielt im Lauf seiner militärischen Laufbahn unter anderem folgende Auszeichnungen:
- Army Distinguished Service Medal
- Silver Star
- Defense Superior Service Medal
- Legion of Merit